# Thomas Kügel
Thomas Kügel (* 6. Juli 1959 in Burgebrach) ist ein deutscher Schauspieler.

## Leben
Thomas Kügel erhielt von 1985 bis 1988 eine private Schauspielausbildung bei Hildburg Frese in Hamburg. Erste Bühnenstationen waren ab 1987 das Stadttheater in Konstanz, das Landestheater Schwaben in Memmingen, das Teamtheater und das Theater Scaramouche in München sowie das Theater Kiel. In Konstanz spielte er gemeinsam mit Bernhard Stengele über 100 Mal in dem Drama Kunst von Yasmina Reza. Von 1996 bis 2000 hatte er ein Engagement am Niedersächsischen Staatstheater in Hannover und von 2000 bis 2005 war er Ensemblemitglied am Deutschen Schauspielhaus in Hamburg. Hier verkörperte er im Jahr 2004 die Rolle des Capulet in Shakespeares Romeo und Julia. Im Rahmen eines Gastspiels trat er 2009 an dem Hamburger Ernst-Deutsch-Theater in Heinrich von Kleists Lustspiel Der zerbrochne Krug als Gerichtsrat Walter auf.
Thomas Kügel wirkte weiterhin in vielen Film- und Fernsehproduktionen mit.
Darunter befand sich 1992 die Filmkomödie Kleine Haie von Sönke Wortmann mit Jürgen Vogel, Kai Wiesinger und Meret Becker. Er war als Darsteller in Fernsehserien wie Marienhof, Großstadtrevier, SOKO Wismar, SOKO Leipzig, Der Dicke, Polizeiruf 110 und Küstenwache zu sehen. Mit der Rolle des Vorgesetzten Roland Schladitz von Kommissar Klaus Borowski (Axel Milberg) in der Fernsehreihe Tatort aus Kiel erlangte er seit dem Jahr 2003 große Bekanntheit. Auch in der Serie Heiter bis tödlich: Nordisch herb spielte er von 2011 bis 2012 mit Kriminalrat Hinrichs einen Vorgesetzten.
Thomas Kügel ist der ältere Bruder des Schauspielers, Puppenspielers, Musikers, Bühnenautors und bildender Künstlers Stefan Kügel. Insgesamt hat er sechs Geschwister.

## Filmografie (Auswahl)

### Kino
- 1987: Requiem
- 1991: Freispiel
- 1992: Kleine Haie
- 2002: Der Unbestechliche
- 2004: Erbsen auf halb 6
- 2011: Das System – Alles verstehen heißt alles verzeihen
- 2011: Kein Sex ist auch keine Lösung
- 2012: Cloud Atlas
- 2013: Quellen des Lebens
- seit 2013: Eberhoferkrimi
  - 2013: Dampfnudelblues
  - 2014: Winterkartoffelknödel
  - 2016: Schweinskopf al dente
  - 2017: Grießnockerlaffäre
  - 2018: Sauerkrautkoma
  - 2019: Leberkäsjunkie
  - 2021: Kaiserschmarrndrama
  - 2022: Guglhupfgeschwader
  - 2023: Rehragout-Rendezvous

### Fernsehen
- 1992: Marienhof (Fernsehserie, Folge Herzlich willkommen)
- 1999: Zum Sterben schön
- 2002: Tatort: Lastrumer Mischung (Fernsehreihe)
- 2003: Amok! (Fernsehreihe)
- 2004: Bella Block: Hinter den Spiegeln (Fernsehreihe)
- 2004: Für immer im Herzen
- 2004: Einsatz in Hamburg – Bei Liebe Mord (Fernsehreihe)
- 2004, 2008: Großstadtrevier (Fernsehserie, verschiedene Rollen, 2 Folgen)
- 2005: Doppelter Einsatz (Fernsehserie, 2 Folgen)
- 2005: Jetzt erst recht! (Fernsehserie, Folge Drei Mörder und eine Leiche)
- 2005: Wolffs Revier (Fernsehserie, Folge Alles aus Liebe)
- 2005: Die Rettungsflieger (Fernsehserie, Folge Zerbrechlich)
- 2005: Das geheime Leben meiner Freundin
- 2005: Die Braut von der Tankstelle
- 2005: SOKO Wismar (Fernsehserie, Folge Schnappschuss)
- 2005: SOKO Leipzig (Fernsehserie, Folge Totengräber)
- 2005: Inga Lindström: Im Sommerhaus (Fernsehreihe)
- 2006: Polizeiruf 110: Er sollte tot (Fernsehreihe)
- 2006: Der beste Lehrer der Welt
- 2006: Spur der Hoffnung
- 2007: Die Familienanwältin (Fernsehserie, Folge Das Adoptivkind)
- 2007–2012: Der Dicke/Die Kanzlei (Fernsehserie, 9 Folgen)
- 2008: Der Prinz von nebenan
- 2008: Schade um das schöne Geld
- 2008: Küstenwache  (Fernsehserie, Folge Im Todesgriff)
- 2008, 2015: Die Pfefferkörner (Fernsehserie, verschiedene Rollen, 2 Folgen)
- 2009: Von ganzem Herzen
- 2009: Hoffnung für Kummerow
- 2009: Unter Verdacht: Der schmale Grat (Fernsehreihe)
- 2009: Der Lehrer (Fernsehserie, Folge Corinna)
- 2009: In aller Freundschaft (Fernsehserie, Folge Verliebt)
- 2009: Das Glück ist eine ernste Sache
- 2009: Notruf Hafenkante (Fernsehserie, Folge Die große Versuchung)
- 2009: Das Wartezimmer (Fernsehserie, Folge Die Jahresprämie)
- 2010: Der verlorene Vater
- 2010: Der letzte Bulle (Fernsehserie, Folge Im Schatten von Feng-Shui)
- 2010: Callgirl Undercover
- 2010: Stubbe – Von Fall zu Fall: Verräter (Fernsehreihe)
- 2011: Der Landarzt (Fernsehserie, 2 Folgen)
- 2011: Pilgerfahrt nach Padua
- 2011: Nachtschicht – Ein Mord zu viel
- 2011–2012: Heiter bis tödlich: Nordisch herb (Fernsehserie, 16 Folgen)
- 2012: Wunschkind
- 2013: Heldt (Fernsehserie, Folge Heißer Stoff)
- 2013: Großer Mann ganz klein!
- 2013: George
- 2013, 2021: Heiter bis tödlich: Morden im Norden (Fernsehserie, verschiedene Rollen, 2 Folgen)
- 2014: Die Rosenheim-Cops (Fernsehserie, Folge Bauernopfer)
- 2014: Friesland: Mörderische Gezeiten (Fernsehreihe)
- 2014: Elly Beinhorn – Alleinflug
- 2015: Brandmal
- 2015: SOKO Köln (Fernsehserie, Folge Nackte Tatsachen)
- seit 2015: Der Dicke/Die Kanzlei (Fernsehserie)
- 2016: Nachtschicht – Der letzte Job
- 2016: Inga Lindström: Liebe lebt weiter
- 2016: Nur nicht aufregen!
- 2017: Zwei Bauern und kein Land
- 2017: Eltern allein zu Haus: Die Winters (Fernseh-Trilogie, Film 2)
- 2017: Hubert und Staller (Fernsehserie, Folge Das letzte Kapitel)
- 2018: SOKO Stuttgart (Fernsehserie, Folge Frischer Wind)
- 2018: Tödliches Comeback
- 2018: Gefangen – Der Fall K. (Fernsehfilm)
- 2019: Der Staatsanwalt (Fernsehserie, Folge Hochzeit in rot )
- 2019: Tatort: Ein Tag wie jeder andere
- 2019–2020: Der Zürich-Krimi (Fernsehreihe)
  - 2019: Borchert und der Sündenfall
  - 2020: Borchert und die tödliche Falle
- 2021: Nord Nord Mord (Fernsehreihe) – Sievers und die Stille Nacht
- 2021: SOKO Hamburg (Fernsehserie, Folge Engel in Weiß)

### Tatort – Folgen aus Kiel
- 2003: Väter
- 2004: Schichtwechsel
- 2004: Stirb und werde
- 2005: Schattenhochzeit
- 2005: Borowski in der Unterwelt
- 2006: Sternenkinder
- 2006: Mann über Bord
- 2007: Das Ende des Schweigens
- 2007: Macht der Angst
- 2008: Borowski und das Mädchen im Moor
- 2008: Borowski und die einsamen Herzen
- 2008: Borowski und die heile Welt
- 2009: Borowski und die Sterne
- 2010: Tango für Borowski
- 2010: Borowski und eine Frage von reinem Geschmack
- 2010: Borowski und der vierte Mann
- 2011: Borowski und die Frau am Fenster
- 2011: Borowski und der coole Hund
- 2012: Borowski und der stille Gast
- 2012: Borowski und der freie Fall
- 2013: Borowski und der brennende Mann
- 2013: Borowski und der Engel
- 2015: Borowski und der Himmel über Kiel
- 2015: Borowski und die Kinder von Gaarden
- 2015: Borowski und die Rückkehr des stillen Gastes
- 2016: Borowski und das verlorene Mädchen
- 2017: Borowski und das Fest des Nordens
- 2018: Borowski und das Land zwischen den Meeren
- 2018: Borowski und das Haus der Geister
- 2019: Borowski und das Glück der Anderen
- 2019: Borowski und das Haus am Meer
- 2020: Borowski und der Fluch der weißen Möwe
- 2021: Borowski und die Angst der weißen Männer
- 2021: Borowski und der gute Mensch
- 2022: Borowski und der Schatten des Mondes
- 2023: Borowski und die große Wut
- 2023: Borowski und das unschuldige Kind von Wacken
- 2025: Borowski und das hungrige Herz
- 2025: Borowski und das Haupt der Medusa